# مهرجان الدوحة ترايبيكا السينمائي
مهرجان الدوحة ترايبيكا السينمائي هو مهرجان سينمائي سنوي يقام في الدوحة بقطر لمدّة خمسة أيام. تأسس المهرجان في 2009 لترويج الفيلم العربي والدولي ولتطوير صناعة سينمائية في قطر.